# Cortodera impunctata
Cortodera impunctata är en skalbaggsart som beskrevs av Hopping 1947. Cortodera impunctata ingår i släktet Cortodera och familjen långhorningar. Inga underarter finns listade i Catalogue of Life.